# Hipparchia tetrica
Hipparchia tetrica är en fjärilsart som beskrevs av Hans Fruhstorfer 1907. Hipparchia tetrica ingår i släktet Hipparchia och familjen praktfjärilar. Inga underarter finns listade i Catalogue of Life.